# Apolinère Enameled
Apolinère Enameled est une peinture réalisée par Marcel Duchamp en 1916-1917. Il s'agit du détournement d'une publicité pour de la peinture de marque Sapolin Enamel qu'il retouche pour en faire un hommage à Guillaume Apollinaire. Elle est conservée au Philadelphia Museum of Art, aux États-Unis.